# Михаел Лудвиг фон Фрайберг-Юстинген
Михаел Лудвиг фон Фрайберг-Юстинген (на немски: Michael Ludwig von Freyberg, Freiherr zu Justingen; * ок. 1525; † 1582 в Юстинген) е благородник от стария швабски род Фрайберг, фрайхер на Юстинген, част от град Шелклинген в Баден-Вюртемберг.
Той е син на фрайхер Георг Лудвиг фон Фрайберг-Юстинген († 1561/1562) и съпругата му Катарина фон Лаубенберг, дъщеря на Йохан Каспар Лаубенберг († 1522) и София фон Мандах († сл. 1522). Брат е на Фердинанд фон Фрайберг († ок. 1580/1584), женен за Вероника фон Папенхайм.
Михаел Лудвиг и съпругата му Фелицитас Ландшад фон Щайнах построяват през 1568 – 1569 г. на мястото на стария средновековен замък ренесансовия дворец Юстинген. Като собственик на имперското господство Юстинген той участва през 1582 г. в Райхстага в Аугсбург.

## Фамилия
Михаел Лудвиг фон Фрайберг-Юстинген се жени на 6 февруари 1556 г. в Хайделберг за Фелицитас Ландшад фон Щайнах († 1570), дъщеря на Ханс Плайкард Ландшад фон Щайнах и Анна Елизабет фон Хелмщат. Те имат два сина:
- Георг Лудвиг фон Фрайберг-Юстинген (* 1574; † 1631), женен I. за Барбара фон Пфюрдт, II. на 7 април 1589 г. в дворец Юстинген за Барбара фон Еберщайн-Риксинген (ок. 1574 – сл. 1609)
- Ханс Плайкарт фон Фрайберг († 1612)